# روكي مارسيانو
روكي مارسيانو (Rocky Marciano)(وُلد روكو فرانسيس مارشيغيانو (Rocco Francis Marchegiano) في 1 سبتمبر 1923 وتوفي في 31 أغسطس 1969) هو ملاكم أمريكي مخضرم وحاصل على بطولة العالم للوزن الثقيل من 23 سبتمبر 1952 وحتى 27 أبريل 1956، ويُعد مارسيانو البطل الوحيد الذي يحمل لقب بطولة الوزن الثقيل ولم يتعرض للهزيمة أو الخسارة طوال بطولاته الرياضية بمعدل 49 مباراة 49 فوز 43 ضربة قاضية. وقد حافظ مارسيانو على لقبه في ست بطولات.

## قائمة المصادر
- Skehan، Everett M. (1977). Rocky Marciano: Biography of a First Son. Boston, Massachusetts: Houghton Mifflin. مؤرشف من الأصل في 2022-02-01. {{استشهاد بكتاب}}: الوسيط غير المعروف |الرقم المعياري= تم تجاهله يقترح استخدام |ردمك= (مساعدة)

## وصلات خارجية
- روكي مارسيانو على موقع بوكس ريك (الإنجليزية) (registration required)

- Amateur Boxing Record for Rocky Marciano  من BoxArec
- Rocky Marciano // Official Website نسخة محفوظة 30 ديسمبر 2010 على موقع واي باك مشين.
- Check-Six.com – The Crash of Rocky Marciano's Cessna plane
- روكي مارسيانو على موقع IMDb (الإنجليزية)
- روكي مارسيانو على موقع الموسوعة البريطانية (الإنجليزية)
- روكي مارسيانو على موقع مونزينجر (الألمانية)
- روكي مارسيانو على موقع إن إن دي بي (الإنجليزية)
- روكي مارسيانو على موقع قاعدة بيانات الفيلم (الإنجليزية)
- ESPN Greatest Ever KO Poll[وصلة مكسورة]
- Brockton pays tribute to Allie Colombo, Marciano's friend and trainer